# Ісик-Кол

Старий логотип клубу

«Ісик-Кол» (кирг. Ысык-Кол) — киргизський футбольний клуб, який представляє Каракол.

## Хронологія назв
- 2000-2012 - «ФЦ-95» (Бішкек)
- 2013/hoy - ФК «Ісик-Кол» (Каракол)

## Історія
Клуб був створений в 2012 році. Керівництво подало заявку за участь у вищій лізі. Сезон 2012 року склався для команди вкрай невдало. Вона зайняла останнє місце в турнірній таблиці з усього лише 7 набраними очками. Ці очки ФЦ заробив, зігравши внічию з Абдиш-Атою і за рахунок двох технічних перемог над карабалтинским Хіміком.
У 2013 році був перейменований в «Ісик-Кол» і перебазований в Каракол. Як заявила ФФРК, це зроблено для того, щоб в чемпіонаті виступали команди з усіх регіонів країни.

## Досягнення
- Топ-Ліга
  - 8-ме місце (1): 2012

- Кубок Киргизстану
  - 1/32 фіналу (1): 2012

## Відомі гравці
- Алмаз Біялієв
- Чингиз Ідрісов
- Аділет Мажинов
- Єгор Найдьонов
- Володимир Ткаченко
- Ерзат Токталієв